# 바스킨
《바스킨》(Baskin)은 미국에서 제작된 칸 에브레놀 감독의 2015년 공포, 판타지 영화이다. 무하렘 바이락 등이 주연으로 출연하였다.
2015년 9월 11일 토론토 국제영화제에서 첫 상영된 이 영화는 에브레놀 감독의 장편 영화 감독 데뷔 작품이다.

## 출연

### 주연
- 무하렘 바이락
- 메흐멧 아키프 부닥
- 파디크 뷜뷜

### 조연
- 메흐멧 체라호글루
- 엘리프 다그

### Baskin (short film)
- (영어) Baskin (2013 short film) - 인터넷 영화 데이터베이스